# 悪党男子コレクション
『悪党男子コレクション』（あくとうだんしコレクション）は、車谷晴子による日本の漫画作品。

## あらすじ
事業に失敗し貧乏生活に陥った家族のため女子高を退学し、共学にした緋邑鈴乃。寮に住むつもりだったのだが、そこは一ヵ月後に廃止されるという。だが、その寮の監視役になり、暴力・問題を1ヶ月間起こさせなければ廃止を撤回してくれるという。頼みの綱は特技の超怪力。問題を起こさせないように頑張る鈴乃だったが、その最中に寮内最凶最悪と噂される寮長、神龍寺一臣とキスしてしまい、寮内は大混乱に陥る。

## 登場人物
緋邑 鈴乃（ひむら すずの）
寮の監視役。特技の怪力を使い、更生させようと頑張る。
神龍寺 一臣（じんりゅうじ かずおみ）
寮内最凶最悪と噂される寮長。だが本当は優しい?

## 単行本
全1巻。「悪党男子コレクション」の他、「えっちのお時間」、「少年。革命」を収録。
- フラワーコミックス（小学館）、2005年8月26日。ISBN 4-09-130179-7